# 25 Geminorum
25 Geminorum är en gul superjätte i stjärnbilden Tvillingarna.
25 Geminorum har visuell magnitud +6,43 och går nätt och jämnt att se för blotta ögat vid mycket god seeing. Den befinner sig på ett avstånd av ungefär 2065 ljusår.